# San Francisco (vulkan)
San Francisco är ett berg och en vulkan i Chile på gränsen till Argentina. Det ligger i den nordöstra delen av landet. Toppen på San Francisco är 6 016 meter över havet.
Den högsta punkten i närheten är vulkanen Incahuasi, 6 621 meter över havet, söder om San Francisco.
Trakten runt Cerro de San Francisco är ofruktbar med lite eller ingen växtlighet.